# Air Moorea

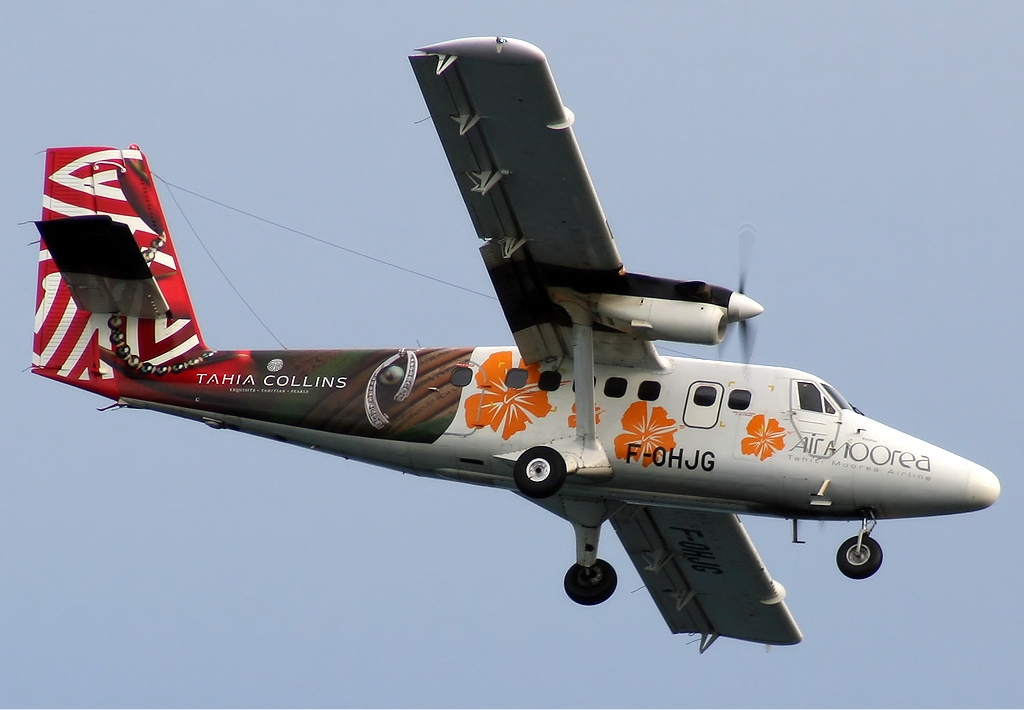
Imagem ilustrativa

A Air Moorea foi uma empresa aérea da Polinésia Francesa. Era subsidiária da Air Tahiti. 
Fazia voos entre Papeete e Moorea e no trecho entre as Ilhas Marquesas e Tuamotu.